# منتدى المنظمات الشبابية والطلابية الإسلامية الأوروبية
منتدى المنظمات الشبابية والطلابية الإسلامية الأوروبية (بالإنجليزية: Forum of European Muslim Youth and Student Organisations)‏ ويعرف اختصارا FEMYSO، هو مجموعة مقرها بروكسل (بلجيكا) تأسست في 1996 وتمثل 32 منظمة شبابية مسلمة من 22 دولة أوروبية. الFEMYSO عضو في اتحاد الطلاب الأوروبي، الذي يعتبره الصوت الفعلي للشباب المسلم في أوروبا.
يهدف المنتدى إلى تعزيز وتسهيل التواصل والتعاون بين المنظمات الشبابية والطلابية الإسلامية الأوروبية، وأن يكون صوتًا تمثيلياً لهم في جميع المؤسسات الأوروبية الحكومية وغير الحكومية.

## الرؤساء
- إبراهيم الزيات
- انتصار الخريجي

## المنظمات العضوة
- الشباب الإيطالي المسلم (Giovani Musulmani d'Italia)
- قسم الشباب في مللي جوروش الألمانية
- الطلاب المسلمون الفرنسيون (Étudiants musulmans de France)
- الشباب الألماني المسلم (Muslimische Jugend in Deutschland)

## روابط خارجية
- الموقع الرسمي.